# Pepliphorus epicoritus
Pepliphorus epicoritus är en fjärilsart som beskrevs av Jean Baptiste Boisduval 1832. Pepliphorus epicoritus ingår i släktet Pepliphorus och familjen juvelvingar. Inga underarter finns listade i Catalogue of Life.